# The BFG (2016)
The BFG (Nederlands: De GVR) is een Amerikaanse fantasy-, avonturen- en live-actionfilm uit 2016, geregisseerd door Steven Spielberg en geschreven door Melissa Mathison, gebaseerd op het gelijknamige boek van Roald Dahl dat werd uitgebracht in 1982. De film werd mede geproduceerd door Walt Disney Pictures, DreamWorks Pictures, Amblin Entertainment, en Walden Media. De film ging op 14 mei in première op het filmfestival van Cannes (buiten competitie). In België en Nederland wordt de film verdeeld door Entertainment One en ging 20 juli 2016 in première.

## Verhaal
Het verhaal vertelt over Sophie (Ruby Barnhill), de koningin van Engeland (Penelope Wilton) en De Grote Vriendelijke Reus (Mark Rylance) die proberen de wereld te redden van het kwaad van mensenetende reuzen die met een invasie de menselijke wereld proberen te veroveren.

## Rolverdeling

### Hoofdpersonages
| Personage                             | Acteur/actrice            |
| ------------------------------------- | ------------------------- |
| The BFG                               | Mark Rylance              |
| Sophie                                | Ruby Barnhill             |
| De koningin van Engeland              | Penelope Wilton           |
| Mary, het kamermeisje van de Koningin | Rebecca Hall              |
| Mr. Tibbs                             | Rafe Spall                |
| Air Force Military Aide               | Jeff Kent                 |
| Fleshlumpeater                        | Jemaine Clement           |
| Bloodbottler                          | Bill Hader                |
| Butcher Boy                           | Michael David Adamthwaite |
| Bonecruncher                          | Daniel Bacon              |
| Gizzardgulper                         | Chris Gibbs               |
| Manhugger                             | Adam Godley               |
| Childchewer                           | Jonathan Holmes           |
| Meatdripper                           | Paul Moniz de Sa          |
| Maidmasher                            | Ólafur Darri Ólafsson     |

### Nevenpersonages
| Personage                     | Acteur/actrice                                                                            |
| ----------------------------- | ----------------------------------------------------------------------------------------- |
| Orphan Girls                  | Lucia Ryan Julia Torrance                                                                 |
| Cook                          | Ólafur Darri Ólafsson Gabrielle Rose                                                      |
| Louts                         | Adam Godley Daniel Bacon Paul Moniz de Sa                                                 |
| Bus Passenger                 | Gintare Beinoraviciute                                                                    |
| Danish Driver                 | Michael Adamthwaite                                                                       |
| Danish Driver's Wife          | Denise Jones                                                                              |
| Pub Landlord                  | Jonathan Holmes                                                                           |
| Late Night Walker             | Chris Gibbs                                                                               |
| Matron                        | Marilyn Norry                                                                             |
| Danish Boy's Father           | Haig Sutherland                                                                           |
| Danish Boy's Mother           | Shauna Hansen                                                                             |
| Danish Boy                    | Callum Seagram Airlie                                                                     |
| Footman                       | Anthony Ingram                                                                            |
| Generals                      | Chris Shields Matt Frewer Geoffrey Wade                                                   |
| Palace Staff                  | John Emmet Tracy William Samples Andy Thompson Paul Barnhill Jabbz Farooqi                |
| Guard                         | Peter Adrid                                                                               |
| English Palace Livery Footman | Gerardo Barcala                                                                           |
| Palace Guardsman              | Graham Curry                                                                              |
| Householder                   | Simona Hughes                                                                             |
| Buckingham Place Guard        | Tobias James-Samuels                                                                      |
| Pipers                        | Cal Davis Kyle Maloney Michael Mcleod David Orr Zachary Read David Glover Joshua Callagan |
| Piper Drummer                 | Todd Biffard                                                                              |
| Helicopter Pilot              | Randy Rafuse                                                                              |

## Stemmen (nasynchronisatie)

### Hoofdpersonages
- De Nederlandse en de Vlaamse nasynchronisatie voor de film werd beide verzorgd door Creative Sounds BV.

| Personage                             | Nederlandse stem   | Vlaamse Stem     |
| ------------------------------------- | ------------------ | ---------------- |
| De GVR                                | Warre Borgmans     | Warre Borgmans   |
| Sofie                                 | Eva Kolsteren      | Lotte Heuten     |
| Mevrouw Clonkers                      | Beatrijs Sluijter  | Anne Mie Gils    |
| De koningin van Engeland              | Beatrijs Sluijter  | Anne Mie Gils    |
| Mary, het kamermeisje van de Koningin | Fleur van de Water | Charlotte Leysen |
| Mr. Tibbs                             | Marc Krone         | Jenne Decleir    |
| De Vleeslapeter                       | Bas Keijzer        | Ivan Pecnik      |
| De Bloedbottelaar                     | Murth Mossel       | Sven De Ridder   |
| De Slagersjongen                      | Jonathan Demoor    | Jonathan Demoor  |
| De Meisjesstamper                     | ?                  | ?                |
| De Bottenkraker                       | Joost Claes        | Joost Claes      |
| De Schrokschranzer                    | Victor van Swaay   | Jenne Decleir    |
| De Mensenmepper                       | Joost Claes        | Joost Claes      |
| De Kinderkauwer                       | Huub Dikstaal      | Sven De Ridder   |
| De Vleeshakker                        | Victor van Swaay   | Victor van Swaay |

### Nevenpersonages
| Personage           | Nederlandse stem                                      | Vlaamse Stem                                            |
| ------------------- | ----------------------------------------------------- | ------------------------------------------------------- |
| Café menigten       | Chris Tates Murth Mossel Huub Dikstaal Louis van Beek | Jenne Decleir Sven De Ridder Joost Claes Chris Tates    |
| Dronkenlappen       | Jonathan Demoor Chris Tates Joost Claes Huub Dikstaal | Jenne Decleir Sven De Ridder Joost Claes Louis van Beek |
| Paleisaankondiger   | Jonathan Demoor                                       | Sven De Ridder                                          |
| Opperlakei          | Murth Mossel                                          | Ivan Pecnik                                             |
| Lakeien             | Huub Dikstaal Victor van Swaay Louis van Beek         | Victor van Swaay Ivan Pecnik Louis van Beek             |
| Commandant Soldaten | Bas Keijzer                                           | Sven De Ridder                                          |
| Generaals           | Victor van Swaay Huub Dikstaal                        | Ivan Pecnik Chris Tates                                 |

## Muziek
De originele filmmuziek werd gecomponeerd door John Williams. Er werd ook een soundtrackalbum uitgebracht van de film. 

### Nummers
| Nr. | Titel                 | Artiest(en)   | Duur  |
| --- | --------------------- | ------------- | ----- |
| 1   | Overture              | John Williams | 1:18  |
| 2   | The Witching Hour     | John Williams | 4:40  |
| 3   | To Giant Country      | John Williams | 2:33  |
| 4   | Dream Country         | John Williams | 10:10 |
| 5   | Sophie's Nightmare    | John Williams | 1:57  |
| 6   | Building Trust        | John Williams | 3:25  |
| 7   | Fleshlumpeater        | John Williams | 1:36  |
| 8   | Dream Jars            | John Williams | 3:30  |
| 9   | Frolic                | John Williams | 1:43  |
| 10  | Blowing Dreams        | John Williams | 3:46  |
| 11  | Snorting and Sniffing | John Williams | 2:13  |
| 12  | Sophie's Future       | John Williams | 2:30  |
| 13  | There Was a Boy       | John Williams | 3:29  |
| 14  | The Queen's Dream     | John Williams | 3:08  |
| 15  | The Boy's Drawings    | John Williams | 3:05  |
| 16  | Meeting the Queen     | John Williams | 3:00  |
| 17  | Giants Netted         | John Williams | 2:03  |
| 18  | Finale                | John Williams | 2:13  |
| 19  | Sophie and the BFG    | John Williams | 8:08  |

## Trivia
- In 1989 verscheen al de animatiefilm De GVR gebaseerd op het gelijknamige boek, De GVR van Roald Dahl.
- Arnold Gelderman die de stem insprak van De GVR in de tekenfilm uit 1989 werd ook gecast voor de film, alleen werd Gelderman niet gekozen als de stem van De GVR. Uiteindelijk werd Warre Borgmans gekozen als de stem van De GVR voor de Nederlandse en Vlaamse versie.